# Neomyia viridescens
Neomyia viridescens är en tvåvingeart som först beskrevs av André Jean Baptiste Robineau-Desvoidy 1830.
Neomyia viridescens ingår i släktet Neomyia och familjen husflugor. Arten är reproducerande i Sverige. Inga underarter finns listade i Catalogue of Life.